# Aluminia (Schiff, 1894)
Die  Aluminia, gebaut 1894 nach Plänen von Fürst Wilhelm zu Wied, war als „Aluminium-Naphtha-Yawl-Kreuzer-Jacht“ eine der ersten deutschen Segelyachten, die weitgehend aus Aluminium gefertigt wurde.
Fürst Wilhelm zu Wied (* 22. August 1845; † 22. Oktober 1907) war schon immer technikbegeistert und sehr an der Schifffahrt interessiert. So entschloss er sich 1894, eine Aluminium-Yacht bauen zu lassen. Für den Bau wählte er die Schweizer Maschinenbaufirma Escher, Wyss & Cie. aus, die genügend Erfahrung mit dem Schiffbau hatte. Konstrukteur war der Ingenieur W. Reitz.

## Konstruktion

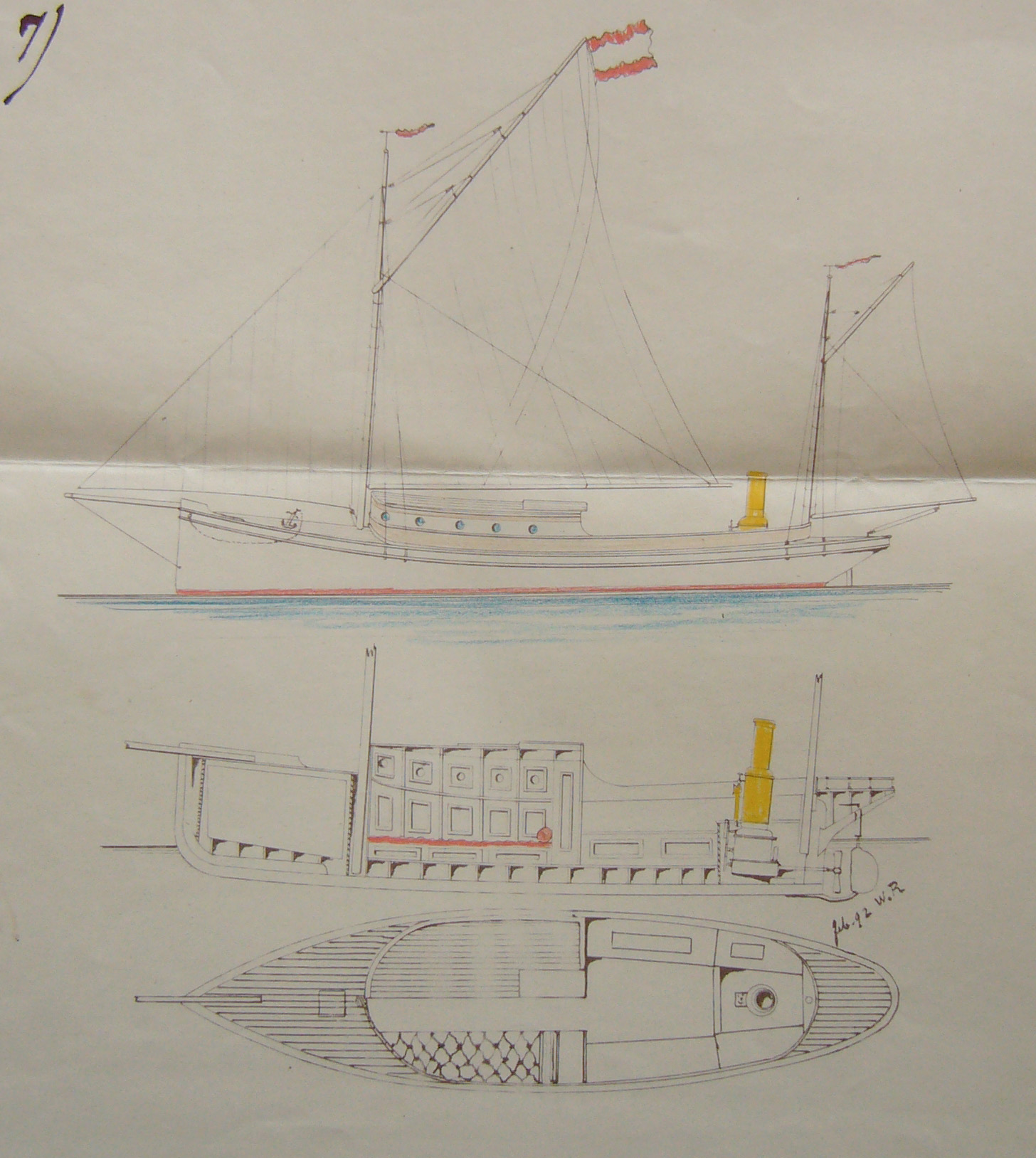
Entwurf Aluminia

Die Yacht hatte eine Länge von rund 12 Metern zwischen den Loten, 10,75 Meter Wasserlinie und eine Breite von 2,85 Metern. Der Rumpf war in fünf wasserdichte Abteilungen unterteilt. Der Tiefgang des Langkielers betrug 1 Meter und das Gewicht 12,3 Tonnen, seine Geschwindigkeit sechs bis sieben Knoten. Der Kaufpreis belief sich auf 50.455 Schweizer Franken und beinhaltete die Überführung des Schiffs per Bahn nach Genua.
Die Aluminia war zweimastig als Yawl getakelt und besaß einen Naphtha-Hilfsmotor mit 6 PS. Da die Yacht später an die italienische Riviera, nach Santa Margherita bei Genua, überführt werden sollte, wurden die Masten so konstruiert, dass man sie leicht umlegen konnte. So weit wie möglich verwendete man Aluminium, sogar für die Möbel. Aus Eisen war neben der Propellerwelle nur der Motor, der jedoch mit Aluminium verkleidet war. Der Propeller war aus Aluminiumbronze gefertigt, der Tank aus 4 mm starkem Aluminiumblech genietet. Der Kraftstoffvorrat reichte für eine Fahrstrecke von 600 Kilometern. Der Kiel war mit Blei beschwert.
Im Inneren war die Aluminia mit Mahagoni und Yellow-Pinie ausgebaut, auch eine kleine Küche, Waschraum und Toilette waren vorhanden. Die äußeren Decksteile waren aus indischer Eiche gefertigt. Die beiden Beiboote für je vier Personen, ebenfalls aus Leichtmetall, wogen nur je 50 Kilogramm.
Die Fachpresse war nach den Probefahrten auf dem Zürichsee voll des Lobes über die gelungene Konstruktion, obwohl es nicht leicht war ein Boot zu bauen, das sowohl unter Segeln wie auch mit Motorantrieb gleich gute Fahreigenschaften aufwies.

## Geschichte
Unmittelbar nach der Fertigstellung 1894 ließ Wilhelm Fürst zu Wied die Yacht per Bahn zu ihrem Heimathafen Santa Margherita überführen. Zwölf Jahre später war der Bodensee ihr neues Revier. Friedrich zu Wied, der Sohn des Fürsten, war verheiratet mit Pauline von Württemberg, Tochter des württembergischen Königs Wilhelm II. Dieser besaß in Friedrichshafen am Bodensee eine Sommerresidenz mit zwei Yachten im Schlosshafen. Nach einer Überholung bei Escher &  Wyss kam 1906 die Aluminia hinzu. Die Yacht war von 1896 bis 1908 in Kiel registriert, König Wilhelm II. war ihr Eigner von 1905 bis zum Verkauf 1911. Der weitere Verbleib ist ungewiss.
Das erste Aluminium-Boot von Escher Wyss war die Zephyr, gebaut 1891. Sie war 5,50 m lang, 1,30 m breit und hatte einen Tiefgang von 0,50 m. Sie war mit einem 2-PS-Naphtha-Motor ausgerüstet und ihr Gewicht betrug 440 kg. Das zweite Boot, die Mignon, wurde 1892 für Alfred Nobel gebaut. Erst 1936 wurden wieder seegehende Yachten aus Aluminium hergestellt.
1960 wurde das erste Binnenschiff aus Aluminium, ein Tanker der Lehnkering Reederei, in Rheinbrohl von der Hilgers-Werft gebaut. Auch dieses Schiff hieß Aluminia. Es war als Bunkerboot in Koblenz stationiert. Allerdings setzte sich Aluminium in der Binnenschifffahrt als Baustoff nicht durch.

## Weblink
- Geschichte der Aluminia (PDF; 292 kB) – Freundeskreis Klassische Yachten